# Michigan Womyn's Music Festival
El Michigan Womyn's Music Festival, denominado MWMF o Michfest,  fue un festival de música de mujeres feministas lesbianas  que se celebró anualmente desde 1976 hasta 2015 en el condado de Oceana, Michigan, en un bosque de propiedad privada cerca de Hart Township al que las organizadoras y asistentes del Michfest llamaban "The Land".  El evento fue organizado, atendido, administrado y atendido exclusivamente por mujeres, permitiéndose la entrada a niñas, niños pequeños y bebés.
A partir de 1991, el festival excluyó a las mujeres trans, adoptando una política de "mujeres nacidas mujeres",  lo que provocó cada vez más críticas. El festival fue objeto de piquetes por parte de Camp Trans a partir de los años 90 debido a su política excluyente. El grupo de defensa LGBTQ Equality Michigan boicoteó el evento en 2014.  Michfest recibió críticas de la Human Rights Campaign, de GLAAD,  del National Center for Lesbian Rights y del National LGBTQ Task Force, entre otros. El festival celebró su evento final en agosto de 2015.

## Historia

### Contexto
Los primeros festivales de música para mujeres en Estados Unidos se fundaron a principios de la década de 1970, comenzando con festivales de un día en los campus de la Universidad Estatal de Sacramento y la Universidad Estatal de San Diego, el Festival de Mujeres del Medio Oeste en Misuri, el Festival de Música para Mujeres de Boston y el Festival Nacional de Música para Mujeres en la Universidad de Illinois en Urbana-Champaign. Estos primeros eventos regionales exclusivos para mujeres expusieron al público a artistas feministas y abiertamente lesbianas, la mayoría de las cuales operaban independientemente de la industria discográfica convencional. Las reuniones del festival ofrecían una alternativa a los bares urbanos, las cafeterías y las marchas de protesta, que eran algunas de las pocas oportunidades que tenían las lesbianas para reunirse a principios de la década de 1970. El separatismo feminista de los espacios era una consecuencia directa y una muestra de solidaridad con el activismo creado por el poder negro y otros movimientos de solidaridad racial.

### Década de 1970
En 1976, Lisa Vogel, junto con su hermana Kristie Vogel y su amiga Mary Kindig,  Fundaron el Michigan Womyn's Music Festival después de asistir a un festival de música femenina en Boston el año anterior. A ellas se unió la empresaria local Susan Alborell. Cuando se denegó su solicitud para constituir una cooperativa sin ánimo de lucro, se creó la We Want the Music Corporation como empresa matriz del MWMF. Michfest se concibió inicialmente como un evento al que asistían mujeres y hombres feministas; sin embargo, se convirtió en un festival solo para mujeres cuando se tuvieron en cuenta las características del camping al aire libre. A partir de entonces, el MWMF se estableció como "un evento para lesbianas".  Años más tarde, la autora y académica feminista Bonnie Morris describiría Michfest como "una ciudad entera dirigida por y para feministas lesbianas. La utopía revelada. Y el Edén, construido por Evas".

### Década de 1980
En 1982, Michfest se trasladó a lo que se convertiría en su ubicación definitiva de 650 acres cerca de Hart, Míchigan. En los años siguientes, se añadirían un escenario acústico y un escenario de micrófono abierto, además de la programación del escenario diurno y nocturno. Se añadieron pasarelas pavimentadas con cemento para facilitar el acceso a las mujeres con dificultades de movilidad y a los cochecitos de bebé. Barbara «Boo» Price se convirtió en socia comercial de Vogel después del festival de 1985 y se involucró cada vez más en la producción hasta que ambas se separaron en 1994. En 1985 se produjo un álbum doble con motivo del décimo aniversario y, en 1986, el festival se amplió a cinco días. El festival se vio afectado por un brote de shigella en 1988.

### Décadas de 1990 y 2000
En la década de 1990, se añadió una pasarela al escenario nocturno y un mosh pit.

#### Controversia sobre la exclusión
En 1991, se le pidió que abandonara el festival a la mujer trans Nancy Jean Burkholder.  Se justificó retroactivamente mediante la instauración de una política de "mujer nacida mujer", como la denominó Vogel.  Vogel declaró en 2013 que Michfest estaba destinado a "mujeres que al nacer fueron consideradas mujeres".
En 1992, Burkholder hizo circular una encuesta en Michfest en la que se preguntaba: "¿Crees que los transexuales de hombre a mujer deberían ser bienvenidos en Michigan?".  Aunque la muestra no fue "seleccionada al azar", los resultados se interpretaron como indicativos de que la mayoría de las personas que asistieron al MWMF estarían en contra de la exclusión de las mujeres transexuales, y "sugerían claramente que la mayoría de los asistentes al festival apoyarían una política de «prohibición de penes» que permitiera a las personas transexuales operadas de hombre a mujer" asistir al Michfest.  En el evento del año 2000, el personal entregó a los asistentes una hoja en la que se indicaba que el festival podía denegar «la entrada a personas que se autodeclararan transexuales de hombre a mujer o de mujer a hombre y que actualmente vivieran como hombres (o [pedirles] que se marcharan si entraban)".
Los críticos argumentaron que la intención de «mujeres nacidas mujeres» constituía una discriminación contra las personas transgénero y, en 1995, se puso en marcha Camp Trans, un evento de protesta anual que se celebraba simultáneamente con Michfest y que operaba junto al recinto del festival.
En una entrevista con Amy Ray en 2005, Vogel expuso: "creo firmemente que tener un espacio para que las mujeres, que nacieron mujeres, se reúnan durante una semana, es un espacio sano, completo y amoroso para las mujeres que tienen esa experiencia. Etiquetarlo como transfóbico es, para mí, tan erróneo como decir que el espacio para mujeres racializadas es racista, o decir que un espacio solo para personas transexuales, una reunión de mujeres que nacieron hombres, es misógino. Siempre he creído en mi corazón en la política y la cultura del tiempo y el espacio separados".  En un comunicado de prensa de 2006, Vogel declaró: "No hay nada transfóbico en elegir pasar una semana con mujeres que nacieron y han vivido como mujeres".
La activista trans-bi Julia Serano, en un artículo escrito en 2007, criticó la política de Michigan por considerarla transmisógina y señaló una doble moral: los hombres trans podían asistir al festival, pero las mujeres trans no; en la práctica, esto significaba que los hombres trans eran tratados como si fueran mujeres. Acusó a la política de Michigan de ser intrínsecamente sexista contra las mujeres y de ir en contra de la idea misma de un festival de música para mujeres, refutó varias declaraciones presentadas por Michfest en apoyo de su política y describió la prohibición de las mujeres trans preoperatorias como falocéntrica.
En 2013, la activista transgénero Red Durkin lanzó una petición en Change.org pidiendo a los artistas que boicotearan el Michfest hasta que se aboliera la intención de "mujeres nacidas mujeres". En respuesta, Vogel afirmó: "Rechazo la afirmación de que crear un momento y un lugar para que la mujeres nacidas mujeres se reúnan sea intrínsecamente transfóbico. Se trata de una falsa dicotomía que impide el progreso y el entendimiento".  Poco después de que se lanzara la petición, Indigo Girls anunció que 2013 sería su último año en el festival, aunque la intención seguía vigente, y publicó un comunicado en el que afirmaba: "Creemos firmemente que ya es hora de cambiar la intención y dejar muy claro que se incluye a las mujeres trans". Otra artista, Lovers, expresó su oposición a la intención, pero decidió actuar en 2013 de todos modos.
En 2014, el grupo de defensa LGBT Equality Michigan boicoteó Michfest.  Al boicot se unieron la Campaña de Derechos Humanos (HRC), GLAAD, el Centro Nacional para los Derechos de las Lesbianas (NCLR) y el Grupo de Trabajo Nacional LGBTQ. Michfest acusó al boicot de estar "basado en tergiversaciones, omisiones intencionadas y edición selectiva de declaraciones anteriores del Festival sobre este tema", y Vogel se refirió al boicot como "tácticas de lista negra de la era McCarthy ".  El NCLR y el Grupo de Trabajo Nacional LGBTQ retirarían posteriormente su apoyo al boicot, ya que consideraban que no sería «en última instancia productivo» para alcanzar su objetivo, afirmando: "No hemos abandonado nuestros esfuerzos por lograr un Michfest totalmente inclusivo. Nuestro objetivo es un Michfest que acoja plenamente a las mujeres trans".
Las protestas contra esta intención dieron lugar a críticas hacia los artistas que habían actuado o habían sido invitados al Michfest. Bitch, de la banda Bitch and Animal, fue objeto de críticas por decidir actuar en el MWMF, lo que provocó que la Boston Dyke March cancelara su actuación en 2007, y también fue retirada o desinvitada de varios otros festivales de música. Las integrantes de The Butchies y Le Tigre afirmaron haber sido «agredidas verbalmente, acosadas sin cesar y amenazadas físicamente» por decidir tocar en el festival.  En octubre de 2013, se pidió a la cineasta Sara St. Martin Lynne que dimitiera de la junta directiva del Bay Area Girls Rock Camp por asistir al Michfest.
Michfest también mantuvo la intención de que no se cuestionara el género de los asistentes,  y se informó que mujeres transgénero asistieran al festival sin revelar su estado.  Este enfoque fue criticado como equivalente a Don't ask, don't tell por Emily Dievendorf de Equality Michigan, Riki Wilchins de GenderPAC, y Julia Serano.

### Cierre en 2015
Michfest celebró su 40.º aniversario en 2015. El 21 de abril, Lisa Vogel anunció a través de Facebook que también sería el último festival.  Vogel escribió:
Ha habido luchas; de eso no hay duda. Esto forma parte de nuestra realidad, pero no es —ni nunca ha sido— nuestra historia definitoria. El Festival ha sido el crisol de casi todas las cuestiones culturales y políticas fundamentales con las que la comunidad feminista lesbiana ha lidiado durante cuatro décadas. Esas luchas han sido una parte hermosa de nuestra fuerza colectiva; nunca han sido una debilidad.

## El festival

### Actividades y servicios
La asistencia al Michfest osciló entre 3.000 y 10.000 personas.  Las mujeres construyeron los escenarios, se encargaron de los sistemas de iluminación y sonido, recogieron la basura, trabajaron como electricistas, mecánicas, seguridad, apoyo médico y psicológico, cocinaron comidas para miles de personas en fogatas al aire libre, cuidaron a los niños y facilitaron talleres sobre diversos temas de interés para los asistentes, a quienes se les llamaba "festies". Se dedicó hasta un mes para construir el recinto del festival y desmontarlo al finalizar el evento.
Las decisiones de gestión se tomaban en reuniones de la comunidad de trabajadores. Los servicios de apoyo a la comunidad incluían interpretación en lengua de signos americana (ASL) en las representaciones, atención sanitaria mental y física, reuniones de Alcohólicos Anónimos, campamentos para mujeres discapacitadas y una tienda de campaña exclusiva para mujeres de color.
Se permitía la entrada al festival a los niños menores de cuatro años. Se ofrecía servicio de guardería para niñas y niños menores de cinco años. Había un campamento de verano, el Brother Sun Boys Camp, para niños de entre 5 y 10 años.

### Producción y actuaciones
En Michfest actuaron artistas de múltiples géneros, entre ellos música clásica, jazz, folk, hard rock, acústica, bluegrass y gospel. Creó una producción de alta tecnología con tres escenarios al aire libre.  Entre las artistas destacadas se encuentran Margie Adam, BETTY, Bitch, Tracy Chapman, Lea DeLaria, Melissa Ferrick, Mary Gauthier, Indigo Girls, Marga Gomez, Valerie June, Holly Near, Carole Pope, Vicki Randle, Jane Siberry, Jill Sobule, Cheryl Wheeler, Dar Williams, Cris Williamson y Sam Bettens.

### Michfest Half-Way Soirée
En 2005, Lisa A. Snyder, quien había asistido al festival, creó la "Michfest Half-Way Soirée" en Nueva York para apoyar a la comunidad local del Michigan Womyn's Music Festival, a las músicas y a las empresas propiedad de mujeres.   Se celebraron en muchos lugares las fiestas Half-Way to Michfest (también llamadas Mid-Way Parties o Michfest Half-Way Parties).

## Tras el cierre
En 2017, la organización sin fines de lucro We Want the Land Coalition firmó un contrato para comprar la tierra a Lisa Vogel.